# ニルバノール
ニルバノール(Nirvanol)またはエチルフェニルヒダントイン(Ethylphenylhydantoin)は、抗てんかん薬の作用を持つヒダントインの誘導体である。5-エチル-5-フェニルの置換パターンは、フェノバルビタールのものと似ている。舞踏病の治療に有効である。

## 代謝
ニルバノールの代謝は、立体選択的であり、Sエナンチオマーの4位のフェニル基のヒドロキシル化は、Rエナンチオマーよりも約14倍も高い。